# Ostroróg (województwo zachodniopomorskie)
Ostroróg (niem. Scharpenort) – wieś sołecka w Polsce położona w województwie zachodniopomorskim, w powiecie drawskim, w gminie Czaplinek. 
Wieś królewska Szarpenort starostwa drahimskiego, pod koniec XVI wieku leżała w powiecie wałeckim województwa poznańskiego. W latach 1975–1998 miejscowość administracyjnie należała do województwa koszalińskiego. W roku 2007 wieś liczyła 71 mieszkańców.

## Geografia
Wieś leży ok. 13 km na wschód od Czaplinka, nad jeziorem Niewlino.

## Zabytki i atrakcje turystyczne
- kościół filialny pw. św. Antoniego, rzymskokatolicki należący do parafii pw. Wniebowzięcia Najświętszej Maryi Panny w Łubowie, dekanatu Barwice, diecezji koszalińsko-kołobrzeskiej, metropolii szczecińsko-kamieńskiej.